# Richard Childress Racing
RCR Enterprises, LLC, doing business as Richard Childress Racing (RCR), ist ein US-amerikanisches NASCAR-Team. Es tritt mit Chevrolet als Hersteller und den Fahrern Kevin Harvick, Clint Bowyer, Jeff Burton und Scott Wimmer im Sprint Cup an. In der Nationwide Series geht es ebenfalls an den Start mit Clint Boywer, Kevin Harvick und Tim McCreadie sowie Scott Wimmer. Besitzer des Teams ist der ehemalige Rennfahrer Richard Childress. Für Richard Childress Racing fuhren unter anderem die unter den Fans als Legenden angesehenen Dale Earnhardt, Ricky Rudd und Neil Bonnett.

## Sprint Cup

### Wagen #3/#29
Richard Childress Racing debütierte im Jahre 1969 beim Talladega 500 mit einem Chevrolet Baujahr 1968 und der Startnummer 3. Childress selbst fuhr den Wagen und beendete das Rennen auf Platz 23, nachdem Probleme mit der Achse auftraten. Im Jahre 1972 kehrte das Team zurück und nahm an 14 Rennen teil, wo wiederum Childress selbst am Steuer saß. Die erste volle Saison fuhr das Team 1976. In diesem Jahr erzielte Childress elf Top-10-Ergebnisse und wurde Elfter in der Meisterschaft. Über die darauf folgenden Jahre erzielte er viele Top-10-Resultate, war aber nie in der Position, ein Rennen zu gewinnen. Im Jahre 1981 entschied sich Childress, seine Karriere noch vor Saisonende zu beenden und holte den amtierenden Winston-Cup-Champion Dale Earnhardt als Fahrer ins Team, der seinen Sponsor Wrangler mitbrachte.

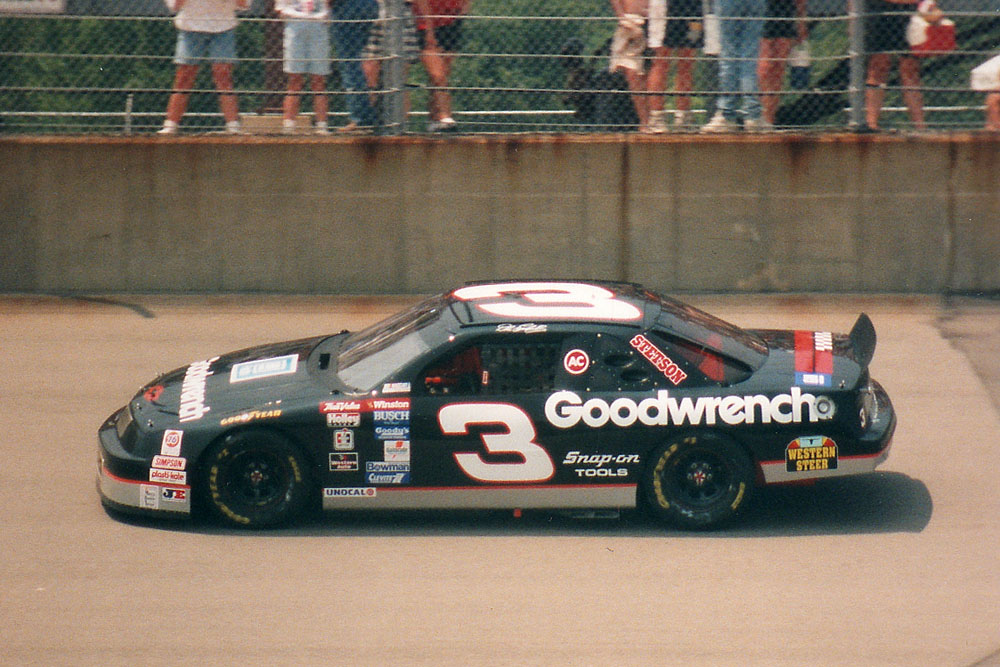
Dale Earnhardts Startnummer 3 in der Saison 1994.

Nach sechs Top-10-Ergebnissen verließ Earnhardt das Team und Ricky Rudd übernahm das Steuer für die Saison 1982 zusammen mit Piedmont Airlines als Sponsor. Rudd fuhr den Wagen die Saison 1982 als auch 1983 und beendete beide als Neunter in der Meisterschaft, wobei er in letztgenannter zwei Siege erzielte. Am Ende der Saison 1983 kehrte Earnhardt zurück und ersetzte Rudd. In den darauffolgenden zwei Dekaden gewann Earnhardt sechs Meisterschaften zusammen mit seinen Crew Chiefs Kirk Shelmerdine und Andy Petree sowie Goodwrench als Sponsor ab 1988. Gegen Ende der 1990er Jahre verschlechterten sich Earnhardts Leistungen langsam aber kontinuierlich und resultierten in nur einem Sieg in der Saison 1997. 1998 gewann er nach über 20 Starts zum ersten und einzigen Mal das Daytona 500. 1999 erzielte Earnhardt zwei Siege, einem auf dem Talladega Superspeedway und einen auf dem Bristol Motor Speedway, wo er Terry Labonte in der letzten Runde umdrehte. In der Saison 2000 schien es, als würde Earnhardt zu seiner alten Form zurückfinden, als er hinter Bobby Labonte Zweiter in der Meisterschaft wurde. Unter seinen Fans keimte die Hoffnung auf, er wäre auf dem Weg zu seinem achten Titelgewinn in der darauffolgenden Saison. Die Saison 2001 endete tragisch: Beim Saisonauftakt, dem Daytona 500, am 18. Februar 2001 verunglückte Earnhardt in der allerletzten Kurve vor dem Ziel auf dem Daytona International Speedway tödlich, als er von hinten angeschoben wurde und in die Außenmauer einschlug. Childress zog anschließend die Startnummer 3 zurück und änderte die Startnummer des Teams in 29 sowie das Farbschema des Wagens. Der damalige Busch Series-Fahrer Kevin Harvick wurde als neuer Fahrer ausgewählt.

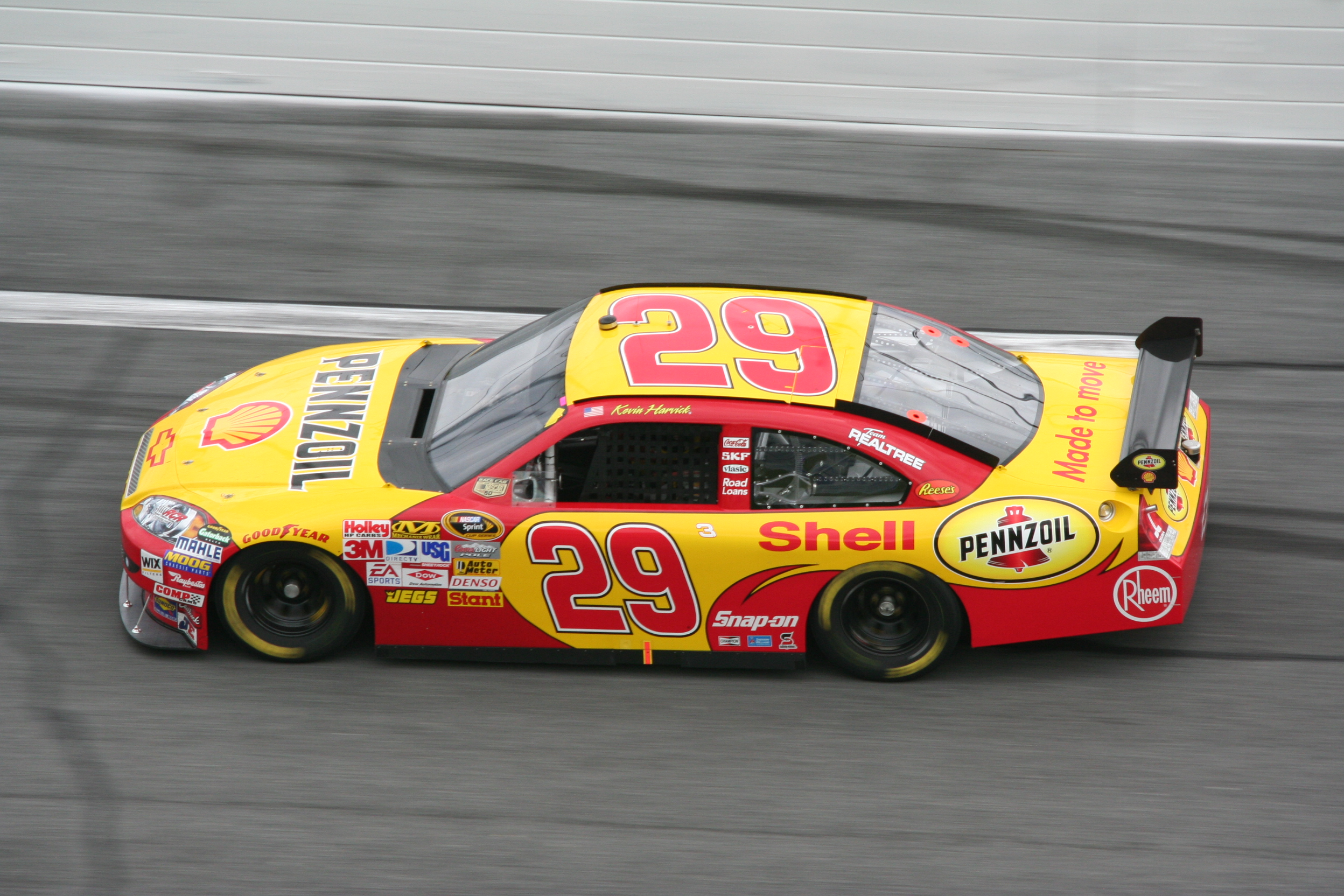
Kevin Harvick in der Startnummer 29 beim Daytona 500 2008.

Nach drei Rennen schlug Harvick Jeff Gordon um wenige Zentimeter beim Cracker Barrel 500 auf dem Atlanta Motor Speedway und widmete den Sieg dem verstorbenen Dale Earnhardt. Nach einem zweiten Sieg auf dem Chicagoland Speedway gewann Harvick den Titel des Rookie of the Year. In der Saison 2002 eskalierte sein berüchtigtes Temperament, als er über Funk sagte, bei einem Rennen in der Craftsman Truck Series einen anderen Fahrer absichtlich abschießen zu wollen. NASCAR suspendierte Harvick für das nächste Rennen, wo er durch Kenny Wallace ersetzt wurde. Mit einem Sieg in der Saison wurde er 21. in der Meisterschaft. 2003 gewann er das prestigeträchtige Brickyard 400 und dank elf Top-5- und 18 Top-10-Ergebnissen lag Harvick am Ende der Saison auf Platz fünf. Die beiden darauffolgenden Saisons beendete er im Mittelfeld, als er jeweils 14. in der Meisterschaft wurde. Mit fünf Siegen und Platz vier in der Meisterschaft lieferte Harvick seine bislang beste Saison für Richard Childress Racing ab. Harvick verlängerte seinen Vertrag bei Richard Childress Racing daraufhin bis 2009.
In der Saison 2007 wurde das Team von zwei Sponsoren unterstützt. Hauptsponsor war Royal Dutch Shell und für einige ausgewählte Rennen Hershey’s.

#### Shell-Kontroverse
Nach seinem Sieg beim Daytona 500 2007 verärgerte Harvicks Wagen NASCARs Benzinlieferanten Sunoco. Demnach würde das große Shell-Logo auf dem Wagen und die Overalls des Teams das Verbot von Benzinlieferanten als Sponsor verletzen, da Sunoco Exklusivrechte erworben habe. Seitdem wurde das Logo auf dem Wagen verkleinert und die Marke Pennzoil mehr in den Vordergrund gerückt. Der Shell-Schriftzug ist weiterhin an den Seiten des Wagens zu sehen.

### Wagen #07
Der Wagen mit der Startnummer 07 war ursprünglich für Kevin Harvick vorgesehen. Nachdem Harvick aber den Wagen mit der Startnummer 29 nach dem Tod von Dale Earnhardt übernommen hatte, bekam Jeff Green das Cockpit. Der Wagen debütierte als Startnummer 30 beim NAPA Auto Parts 500 auf dem California Speedway in der Saison 2001 und wurde 21. Nach sechs weiteren Rennen erzielte Green die erste Pole-Position beim Sharpie 500 auf dem Bristol Motor Speedway. In der Saison 2002 bestritt das Team die erste volle Saison und Green erzielte sechs Top-10-Ergebnisse, wodurch er in der Meisterschaft auf Platz 17 landete. Trotz seiner Pole-Position beim Daytona 500 der Saison 2003 wurde er nach dem Rennen auf dem Richmond International Raceway durch Steve Park ersetzt. Aufgrund mittelmäßiger Ergebnisse wurde sein Vertrag am Ende der Saison nicht verlängert und Childress wählte Johnny Sauter als Fahrer für 2004. Nach 13 Rennen wurde Sauter entlassen und an seine Stelle trat Dave Blaney, der den Rest der Saison zu Ende fahren sollte mit Ausnahme des Dodge/Save Mart 350 auf dem Infineon Raceway, wo er durch Jim Inglebright ersetzt wurde. Als Jeff Burton frei wurde und zu Richard Childress Racing wechselte, übernahm Burton bis zum Ende der Saison den Wagen. Nachdem Robby Gordon das Team verlassen hatte, um ein eigenes zu gründen, wechselte Burton in den Wagen mit der Startnummer 31 und Blaney bekam den Wagen mit Jack Daniel’s als Hauptsponsor. Gleichzeitig änderte Childress die Startnummer in 07 mit Bezug auf den Slogan „Old No. 7“ von Jack Daniel’s. Blaney erzielte nur zwei Top-10-Ergebnisse in der Saison 2005 und wurde 26. in der Meisterschaft. Als Folge wechselte Blaney zur Saison 2006 in die Startnummer 22 von Bill Davis Racing und Clint Bowyer wurde neuer Fahrer der Startnummer 7. In der Saison 2007 erreichte er zum ersten Mal den Einzug in den Chase for the Nextel Cup sowie den ersten Sieg für sein Team beim Sylvania 300 auf dem New Hampshire International Speedway.

### Wagen #31
Für über ein Jahrzehnt war der Wagen mit der Startnummer 31 der Test- und Entwicklungswagen von Richard Childress Racing. Er debütierte im Herbstrennen der Saison 1988 auf dem North Carolina Speedway als Startnummer 22 und mit Rodney Combs als Fahrer, wo er letzter wurde. Der nächste Einsatz erfolgte erst in der Saison 1993 als Startnummer 31 mit Neil Bonnett, einem langjährigen Freund von Dale Earnhardt, am Steuer auf dem Talladega Superspeedway. In diesem Rennen war Bonnett bei seinem Comeback in einen schweren Unfall verwickelt, überstand ihn jedoch ohne größere Verletzungen. Nach einem weiteren Rennen für Richard Childress Racing starb Bonnett bei einem Test für das Daytona 500 der Saison 1994 im Wagen mit der Startnummer 51 von Phoenix Racing.
In der Saison 1996 kehrte das Team und der Wagen mit dem amtierenden Champion der Craftsman Truck Series Mike Skinner für fünf Rennen zurück. Sponsor in vier der fünf Rennen war Realtree. Skinner erzielte drei Top-Positionen bei den Qualifyings und startete in einem Rennen vom zweiten Startplatz. 1997 war die erste volle Saison mit Skinner als Fahrer und die Baumarktkette Lowe’s als Sponsor. Er erzielte die Pole-Position auf beiden Saisonrennen in Daytona und setzte sich gegen das karge Feld an Rookies durch, um sich den Titel als Rookie des Jahres zu sichern. Bedingt durch einige Verletzungen in der Saison 1998 wurde er zeitweise durch Morgan Shepherd und Childress’ Schwiegersohn Mike Dillon ersetzt. 1999 erzielte Skinner zusammen mit Crew Chief Larry McReynolds und nach zwei Pole-Positionen den zehnten Platz in der Meisterschaft, nachdem er sie in der frühen Phase der Saison bereits angeführt hatte. Ein Punkte-Rennen gewann Skinner nie, sondern nur zwei Showrennen in Suzuka und Motegi sowie einige andere Rennen, in denen es keine Punkte für die Meisterschaft gab. In der Saison 2001 erlitt er Verletzungen in den ersten Runden beim Eröffnungsrennen auf dem Chicagoland Speedway. Als Ersatz sprang Robby Gordon ein, der aber nie unter die Top 10 fahren konnte. Skinner kehrte auf dem Bristol Motor Speedway zurück, konnte an seiner früheren Leistungen nicht mehr anknüpfen, so dass Gordon erneut das Steuer übernahm. Gegen Ende der Saison 2001 wurde verkündet, dass Gordon den Wagen in der Saison 2002 fahren würde. Im Saisonfinale beim New Hampshire 300 auf dem New Hampshire International Speedway lieferte er sich mit Jeff Gordon in den letzten Runden einen Kampf um den Sieg, den er erfolgreich für sich entschied.

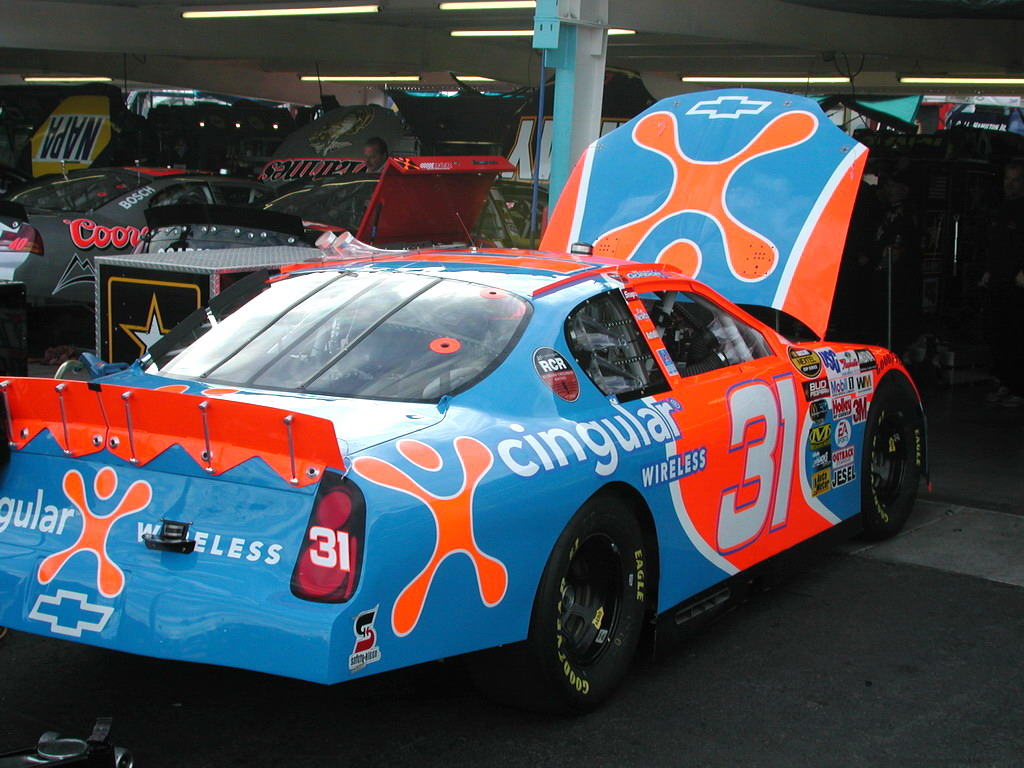
Robby Gordons Startnummer 31 in Phoenix 2004.

Gordon nutzte die Woge des Erfolgs und zusammen mit dem neuen Sponsor Cingular erzielte er in der Saison 2002 fünf Top-10-Ergebnisse und wurde 20. in der Meisterschaft. In der Saison 2003 gewann er beide Rennen auf den Straßenkursen und verbesserte sich in der Meisterschaft auf Platz 16. Nachdem seine Leistung in der darauffolgenden Saison wieder schlechter wurde, entschied sich Gordon Richard Childress Racing zu verlassen und startete mit der Startnummer 7 sein eigenes Team. Jeff Burton übernahm den Wagen und erzielte in der Saison 2005 drei Top-5- sowie sechs Top-10-Ergebnisse, womit er am Ende der Saison Platz 18 in der Meisterschaft belegte.
In der Saison 2006 kam der Erfolg zu Richard Childress Racing zurück. Burton wurde Siebter im Chase for the Nextel Cup. Zudem erzielte er vier Pole-Positionen sowie seinen ersten Sieg nach 175 Rennen auf dem Dover International Speedway. Aufgrund des Zusammenschlusses von AT&T mit BellSouth begann AT&T die Marke Cingular langsam aufzulösen und mit der Startnummer 31 entsprechend die eigene Marke zu bewerben. Dieser Namenswechsel kam allerdings einem neuen Sponsorenvertrag gleich, was Sprint Nextel als Sponsor der Serie ein Dorn im Auge war, wodurch es zum Gerichtsprozess zwischen AT&T und NASCAR kam.

#### AT&T-Gerichtsprozess

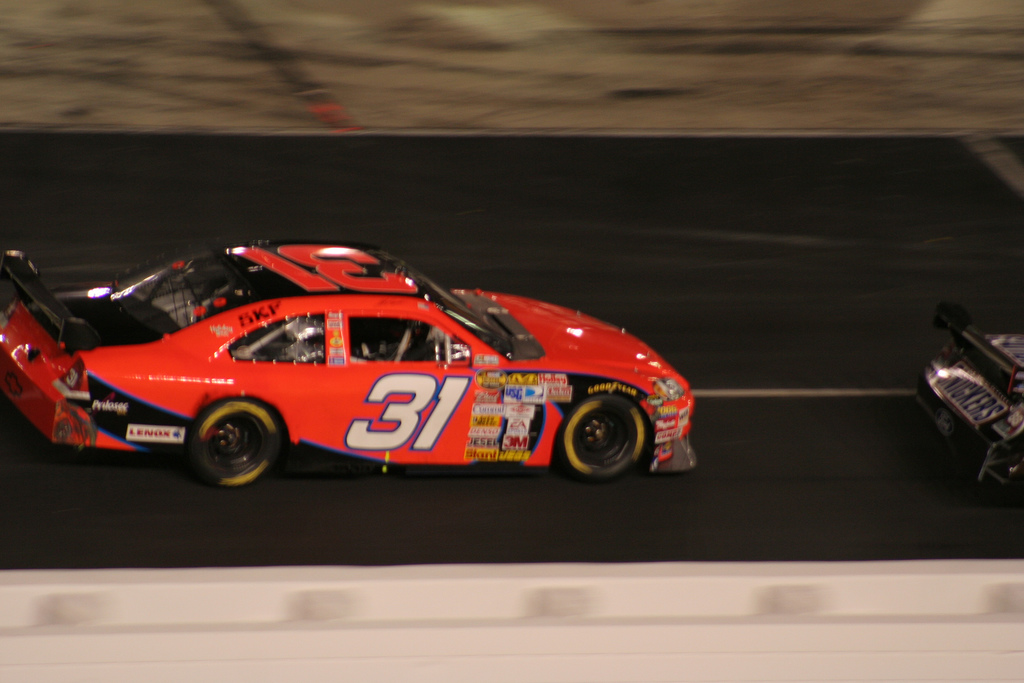
Die Startnummer 31 ohne AT&T-Logos.

AT&T bat NASCAR mehrmals die eigene Marke AT&T Mobility auf dem Wagen mit der Startnummer 31 bewerben zu dürfen. NASCAR lehnte dieses jedes Mal mit Verweis auf den Sponsorenvertrag mit Spring Nextel ab. Nachdem AT&T auch damit gescheitert war, ihr Logo auf dem Heck des Wagens anbringen zu dürfen, klagte das Unternehmen am 16. März 2007 gegen NASCAR. Am 18. Mai wurde es AT&T per einstweiliger Verfügung gestattet, die Logos zu ersetzen. Nachdem NASCAR in einer Berufungsverhandlung am 13. August gewann, ordnete sie das Entfernen der Logos vor dem Sharpie 500 an. Am 7. September kam es zu einer Übereinkunft zwischen AT&T und NASCAR, wonach AT&T ihre Marke bis Ende der Saison 2008 auf der Startnummer 31 bewerben darf.

### Wagen #33
Der Wagen mit der Startnummer 33 debütierte als Startnummer 90 in der Saison 2003 beim UAW Ford 500 auf dem Talladega Superspeedway mit John Andretti als Fahrer. Gesponsert wurde er von AOL 9.0 und die Startnummer 90 diente als Marketingmaßnahme. Im Jahre 2004 wurde verkündet, das Kerry Earnhardt den Wagen als Startnummer 33 mit Bass Pro Shops in fünf Rennen der Saison 2004 fahren würde. Mike Skinner fuhr das erste Rennen, das Daytona 500, und kam auf Platz 22 ins Ziel. Kerry Earnhardt fuhr den Wagen in den anderen drei Restrictor Plate-Rennen mit einem 24. Platz als bestes Ergebnis. In der Saison 2005 ging er in allen vier Restrictor Plate-Rennen an den Start und erzielte als bestes Ergebnis einen 17. Platz in Talladega. Straßenkursspezialist Brian Simo erzielte auf dem Infineon Raceway einen zehnten Platz. Im April 2005 debütierte in Phoenix Clint Bowyer, der für Richard Childress Racing in der Busch Series fuhr. In Homestead qualifizierte Scott Wimmer den Wagen für das Rennen, welches er auf dem zwölften Platz beendete.

## Nationwide Series

### Wagen #2
Der Wagen und das Team mit der Startnummer 2 kamen ursprünglich im Jahre 1999 aus der Craftsman Truck Series. Kevin Harvick wurde der erste Fahrer des Wagens mit AC Delco als Sponsor. Er gewann drei Rennen sowie den Titel als Rookie of the Year, obwohl er das Frühjahrsrennen auf dem North Carolina Speedway verpasste. Im Jahre 2001 gewann er die Meisterschaft der Busch Series während er gleichzeitig auch noch im Winston Cup antrat. 2002 fuhr Rookie Johnny Sauter den Wagen auf dem Chicagoland Speedway zum Sieg und belegte am Saisonende Platz 14. Im darauffolgenden Jahr fuhr Ron Hornaday Jr. die komplette Saison, gewann einmal und wurde Dritter in der Meisterschaft. 2004 knüpfte er an die Leistungen des Vorjahres an und wurde mit einem Sieg Vierter in der Meisterschaft. Im Jahre 2005 übernahm Clint Bowyer das Steuer des Wagens und mit Siegen auf dem Nashville Superspeedway und dem Memphis Motorsports Park beendete er die Saison als Meisterschaftszweiter. Auch 2006 fuhr Bowyer die Startnummer 2 und wurde Dritter in der Meisterschaft.

### Wagen #21
Die Startnummer 21 debütierte in der Saison 2000 mit Rockwell Automation als Sponsor und Childress’ Schwiegersohn Mike Dillon als Fahrer. Im ersten Jahr erzielte er zwei Top-10-Ergebnisse und beendete die Saison auf Platz 23. Nach sechs Rennen in der Saison 2001 verletzte Dillon sich auf dem Bristol Motor Speedway und fiel für den Rest des Jahres aus. Seitdem nimmt er andere Rollen im Team wahr. Ersatz für Dillon wurde Mike Skinner, der zeitweise aufgrund einer eigenen Verletzung nicht antreten konnte. Für Skinner fuhr Jeff Purvis, der in Pikes Peak gewann. Nachdem Skinner entlassen worden war, übernahm Robby Gordon. In der Saison 2002 fuhren Jeff Green und Jay Sauter die Startnummer 21.
In der Saison 2003 kehrte Kevin Harvick in die Busch Series zurück und fuhr alle Rennen, die ihm möglich waren. An den Wochenenden, an denen Harvick nicht fahren konnte, übernahm Johnny Sauter. Am Ende der Saison gewann der Wagen die Owner’s Championship. Es war das erste Mal in der Geschichte der Serie, dass Fahrer- und Teambesitzer-Meisterschaft von zwei unterschiedlichen Wagen gewonnen wurden. Seit der Saison 2003 ist Harvick der Hauptfahrer des Wagens. Seine Co-Fahrer waren Clint Bowyer im Jahre 2005 sowie Brandon Miller im Jahre 2005. Zusätzlich fuhr Jeff Burton den Wagen 2005 in Bristol. In der Saison 2006 teilten sich Harvick und Burton den Wagen, der von der United States Coast Guard gesponsert wurde. Burton gewann in Atlanta und Harvick drei weitere Rennen, so dass sie bereits fünf Rennen vor Ende der Saison mit über 700 Punkten Vorsprung in Führung lagen. In der Saison 2007 wurde AutoZone der neue Sponsor und neben Harvick saß Timothy Peters am Steuer, bevor er durch Tim McCreadie ersetzt wurde. Seit der Saison 2008 wird der Wagen von Bobby Labonte pilotiert.

### Wagen #29

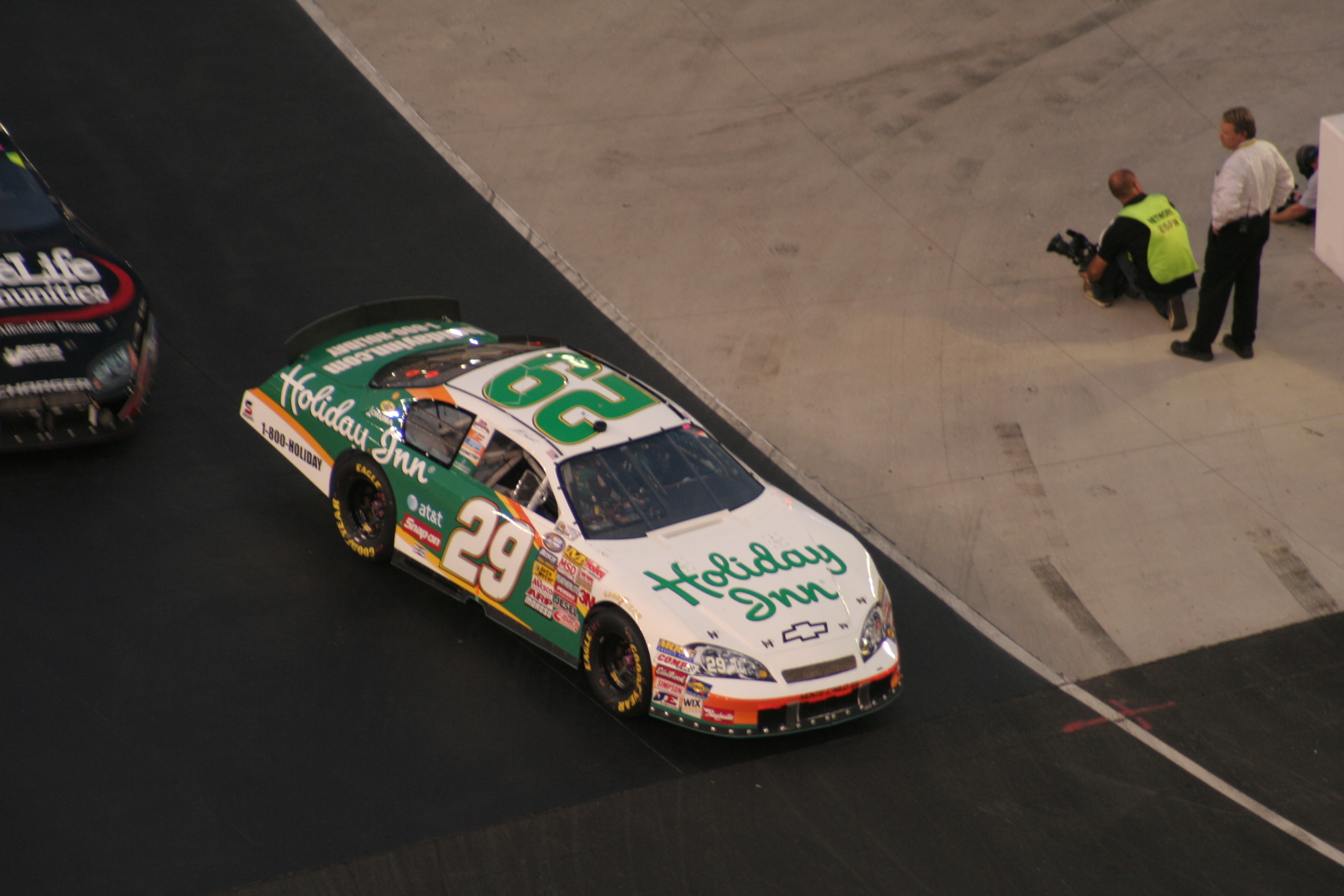
Die Startnummer #29 im Jahre 2007.

Der Wagen mit der Startnummer 29 feierte sein Debüt in der Saison 2005 auf dem Bristol Motor Speedway im Rahmen einer Promotion-Aktion für Reese’s Chocolate and Peanut Butter Lovers Cups. Bei dieser Aktion wurde Chocolate Lovers mit der Startnummer 29 beworben, während die Startnummer 21 die Werbung für die Peanut Butter Lovers trug. Der Plan sah vor, dass Jeff Burton die Startnummer 29 fährt während Kevin Harvick die 21 fährt. Nachdem das Qualifying wegen Regens nicht stattfand, wurde die Besetzung getauscht, damit beide Wagen am Rennen teilnehmen konnten, denn Harvick war automatisch über die Past Champion Provisional für das Rennen gesetzt und die Startnummer 21 über die Owner Points. Harvick gewann das Rennen und Burton wurde Zweiter. Im weiteren Verlauf der Saison sponserte Mayflower Transit ein Rennen, bei dem Jeff Burton am Steuer saß.
Am 17. März 2006 verkündete Holiday Inn, dass sie die Startnummer 29 für zehn Rennen mit Jeff Burton als Fahrer sponsern würden. Das Debüt dieser zehn Rennen fand auf dem Richmond International Raceway. Burton beendete alle vier Rennen, die letztendlich gefahren wurden, in den Top 10, darunter ein Sieg in Dover im Juni.
In der Saison 2007 wird die Startnummer 29 zum ersten Mal eine volle Saison eingesetzt. Scott Wimmer und Jeff Burton teilen sich das Cockpit. Wimmer erzielte einige Top-5-Ergebnisse, während Burton das Sam’s Town 300, das Nicorette 300 und das Camping World 300 gewann.

## Craftsman Truck Series

### Wagen #3
In den ersten Jahren der Craftsman Truck Series trat Richard Childress Racing mit einem eigenen Team in der Serie an. Wagen war ein von Goodwrench gesponserter Chevrolet mit der Startnummer 3. Die ersten beiden Jahre fuhr Mike Skinner den Wagen und gewann die erste Meisterschaft der Serie im Jahre 1995 sowie 16 Rennen. Nachdem Mike Skinner das Team verlassen hatte, wurde Jay Sauter neuer Fahrer. Er erzielte vier Siege und beendete alle drei Saisons in den Top 10 der Meisterschaft. Nach dem Ende der Saison 1999 wurde das Team in die Busch Series befördert und stellt dort den Wagen mit der Startnummer 2.